# Adolf Maass
Abraham Adolf Maass (geboren 9. Oktober 1875 in Borgholzhausen; gestorben vermutlich Anfang 1945 in Auschwitz) war ein Hamburger Kaufmann mit jüdischen Wurzeln. Bis 1933 gehörten ihm 45 % des Hamburger Zweiges des heute drittgrößten Logistikunternehmens der Welt, Kühne + Nagel.

## Leben
Adolf Maass stammte wie seine spätere Frau Käthe (geb. Elsbach) aus jüdischen Elternhäusern. Sie heirateten 1911 und bekamen drei Kinder: Herbert Adolf (später Edward Arthur Marsden, geb. 14. März 1912), Lisa (geb. 7. Dezember 1916, verh. Maasse) und Gerhard Adolf (geb. 16. Juli 1918).

### Aufstieg bei Kühne + Nagel
Adolf Maass trat nach dem Abitur als Lehrling in das Bremer Stammhaus der damals noch jungen Spedition Kühne + Nagel ein. Bereits nach eineinhalb Jahren konnte er seine Lehre beenden und wurde mit einer eigenen Abteilung betraut. 1902 schickte ihn der Firmengründer August Kühne zur Gründung einer Niederlassung nach Hamburg. „Mit brennendem Ehrgeiz, großem Geschick und Erfolg“ (Ulrike Sparr) widmete er sich dieser Aufgabe. 1908 wurde er Gesellschafter von Kühne + Nagel. 1928 wurde ihm am Hamburger Zweig von Kühne + Nagel ein Anteil von 45 Prozent der Besitzanteile vertraglich zugesprochen.
Der Firmengründer August Kühne starb 1932 und seine Söhne Alfred und Werner übernahmen das Geschäft. Alfred Kühne Junior leitete das Hamburger Haus und sein Bruder Werner Kühne blieb im Stammhaus in Bremen. Ebenfalls 1932 kam es zu einer geschäftlichen Auseinandersetzung zwischen den Brüdern Alfred und Werner Kühne und Adolf Maass. In der Folge verließ Maass die Firma im April 1933 ohne Abfindung. Nach Einschätzung von Ulrike Sparr bleibt dabei unklar, inwieweit dabei auch politische Gründe eine Rolle spielten. Werner Kühne wurde am 1. Mai 1933 Parteimitglied der NSDAP. Nach Einschätzung der Tageszeitung wäre ihm das mit einem jüdischen Mitinhaber nicht möglich gewesen.
In den 1940er Jahren profitierte die Firma Kühne + Nagel durch den Transport und den Einsatz ihrer Logistikstruktur von sogenanntem „Judengut“, dem Hausrat der Deportierten aus ganz Europa, den sich der NS-Staat angeeignet hatte.

### Verhaftung, Deportation und Ermordung
Nach der Reichspogromnacht 1938 wurde Adolf Maass verhaftet und verbrachte mehrere Wochen im KZ Sachsenhausen. Die daraufhin erwogenen Auswanderungspläne des Ehepaars Maas zerschlugen sich durch den Beginn des Zweiten Weltkriegs. Im Sommer 1941 musste die Familie ihr aufwendig eingerichtetes Haus in der Hamburger Blumenstraße unter Wert verkaufen. Der Erlös ging auf ein Sperrmark-Konto, auf das sie keinen Zugriff hatten. Auf irgendeine Weise gelang es der Familie, dem Transport am 25. Oktober 1941 nach Łódź zu entgehen. Ihre Namen auf der Deportationsliste wurden von Hand durchgestrichen. Ende 1941 wurden sie zwangsweise in das „Judenhaus“ Bogenstraße 25 umquartiert. Am 15. Juli 1942 folgte die Familie dem Deportationsbefehl nach Theresienstadt. Am 15. Mai 1944 wurden die beiden nach Auschwitz deportiert und vermutlich Anfang 1945 im KZ Auschwitz-Birkenau ermordet.

## Aufarbeitung

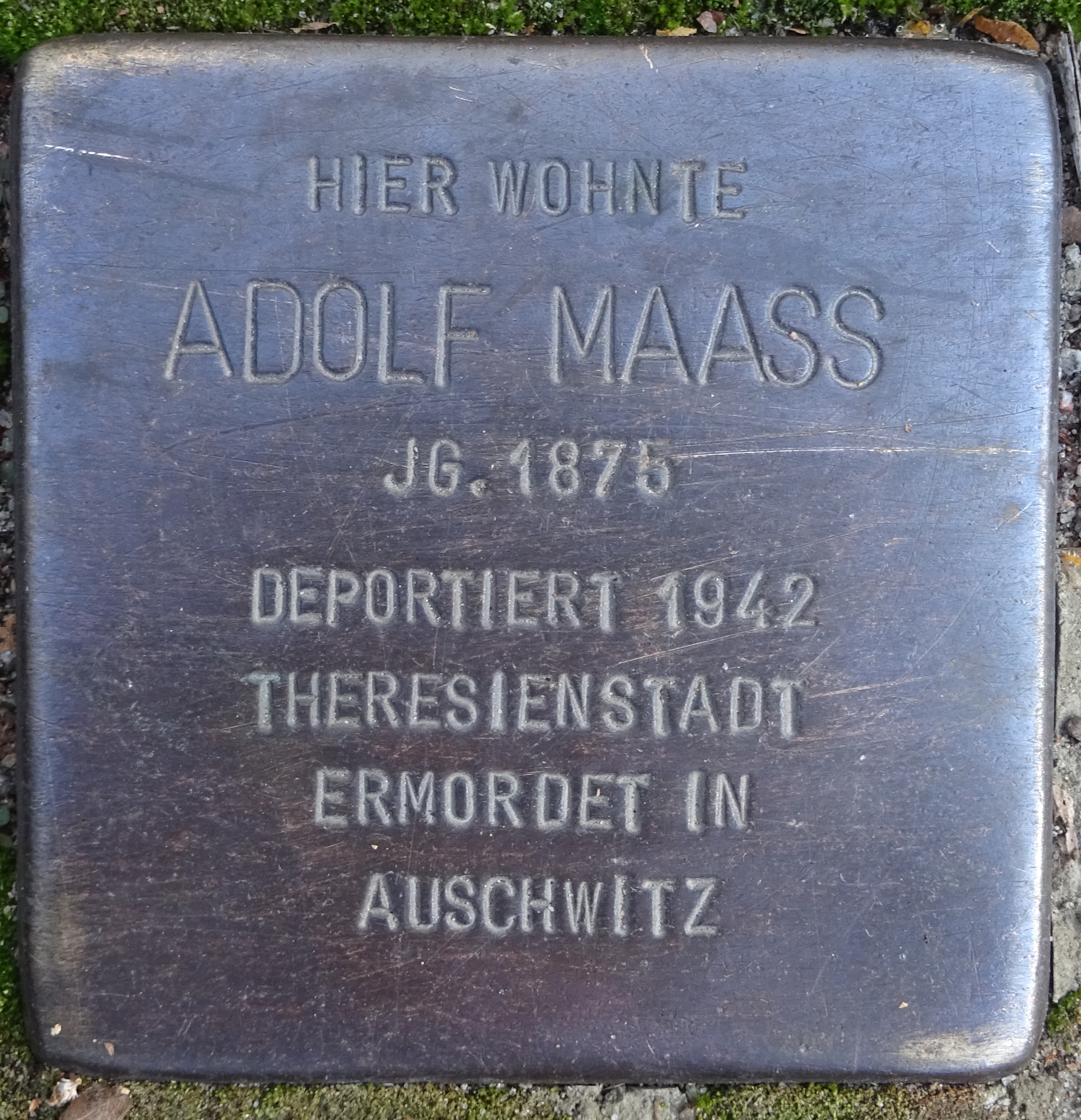
Stolperstein für Adolf Maass in der Blumenstraße 37 in Hamburg-Winterhude.

2006 wurden in Hamburg-Winterhude zwei Stolpersteine für das Ehepaar Maass verlegt. Die Politikerin Ulrike Sparr hatte in diversen Archiven nach Unterlagen gesucht. Dabei stieß sie auf die Aussagen von Adolf Maass’ Sohn Gerhard Maass. Dieser charakterisierte die Kühne-Brüder als „einflussreiche Nazis“, die seinen Vater aus der Firma gedrängt hätten.
In der Festschrift zum 75-jährigen Bestehen der Firma Kühne + Nagel 1965 wird das Wirken von Adolf Maass durchaus gewürdigt. Zu seinem Ausscheiden heißt es darin: „Im April 1933 scheidet Adolf Maaß aus, um als Teilhaber in eine Großhandelsfirma seiner Verwandtschaft einzutreten. Alfred und Werner Kühne führen die Firma als Alleininhaber weiter.“
50 Jahre später, in der Festschrift zum 125-jährigen Jubiläum der Firma ist Adolf Maass ebenfalls erwähnt. Allerdings ist die Festschrift nicht öffentlich zugänglich und wurde in einer so kleinen Auflage gedruckt, dass nicht einmal alle Mitglieder des Vorstandes ein Exemplar erhielten. Hamburgs Bürgermeister Olaf Scholz sagte in seiner Festrede 2015 zu der Schrift: „Benannt werden die Trennung vom jüdischen Teilhaber, der später im Holocaust umkommt, die Abhängigkeit von Aufträgen des Naziregimes, die Aktivitäten in besetzten Gebieten und die logistische Unterstützung bei der Beschlagnahmung jüdischen Eigentums. Die Aufarbeitung der Jahre, die die Festschrift die „dunkle Zeit“ nennt, ist ein wichtiger Schritt. Es ist erfreulich, wenn er, wie hier, als moralische Pflicht verstanden wird, die zum Unternehmen gehört.“ Wesentliche Umstände und Dimensionen der Unternehmens-Aktivitäten in der NS-Zeit bleiben in der Chronik allerdings weiterhin ausgespart, so der Eintritt von Werner Kühne in die NSDAP am 1. Mai 1933. Die acht Tage zuvor erfolgte Trennung von Maass wird in der Chronik als „freundschaftliche Abstimmung“ charakterisiert.
Das Unternehmen Kühne + Nagel möchte sich öffentlich nicht zu seinem ehemaligen jüdischen Anteilseigner äußern. Auf der Homepage des Unternehmens findet sich kein geschichtlicher Abriss und der Name Adolf Maass kommt nirgends vor.

## Veröffentlichungen
- Kontrovers (Bayerischer Rundfunk): Handlanger der Nazis? Die Vergangenheit von Kühne+Nagel